# 染青沙洲
染青沙洲（越南语：／）位于南海南沙群岛九章群礁东南部，牛轭礁西南5海里，面积0.12平方公里。南端有黑色礁石出露。东南方有两处水深6～7米的暗沙，海水变色。
1978年起为越南占领，建有较完善的设施，定名「生存东岛」，英文名称为“Sin Cowe East Island”。西方文献一般称为“Grierson Reef”。1983年中国公布名称为“染青沙洲”，中国渔民俗称“染青峙”。中華民國、中華人民共和國及菲律宾亦声称拥有其主权。
2014年2月3日，中國海軍軍輔船「北拖712」在染青沙洲海域投放浮標，但隨即被越南海軍拖走。